# Bāshsīz Owjān
Bāshsīz Owjān (persiska: باش سیز, Bāsh Sīz, باشسیز اوجان) är en ort i Iran.   Den ligger i provinsen Östazarbaijan, i den nordvästra delen av landet, 500 km nordväst om huvudstaden Teheran. Bāshsīz Owjān ligger 1 878 meter över havet och antalet invånare är 466.
Terrängen runt Bāshsīz Owjān är kuperad åt nordväst, men åt sydost är den platt.Runt Bāshsīz Owjān är det ganska glesbefolkat, med 42 invånare per kvadratkilometer. Närmaste större samhälle är Bostānābād, 7,7 km nordost om Bāshsīz Owjān. Trakten runt Bāshsīz Owjān består i huvudsak av gräsmarker.